# Mackinlaya confusa
Mackinlaya confusa là một loài thực vật có hoa trong họ Hoa tán. Loài này được Hemsl. mô tả khoa học đầu tiên năm 1909.